# Ikeda Tsuneoki
Ikeda Tsuneoki (池田 恒興, 1536 - 18 de maio de 1584), também conhecido como Ikeda Nobuteru (池田 信輝), foi um daimyō do clã Ikeda e comandante militar sob Oda Nobunaga durante o período Sengoku e o período Azuchi-Momoyama do Japão do século 16.

## Vida militar
Em 1557, ele tomou o Castelo Suemori e matou Oda Nobuyuki, que era culpado de traição contra seu irmão Oda Nobunaga. Em 1560, ele lutou na Batalha de Okehazama contra o clã Imagawa. Em 1567, participou do Cerco ao Castelo de Inabayama contra o clã Saito e três anos depois, ele participou da Batalha de Anegawa e se tornou o senhor do Castelo de Inuyama. Depois disso, em 1575, ele participou de várias batalhas, como a Batalha de Nagashino contra o clã Takeda. e em 1577, ele participou da Batalha de Tedorigawa contra o clã Uesugi. 
Em 1580, ele derrotou Araki Murashige, que se trancou no castelo Hanakuma e recebeu o domínio de Murashige. Em 1582, ele participou da força de Hashiba Hideyoshi na Batalha de Yamazaki após o Incidente em Honnō-ji, ajudando a derrotar Akechi Mitsuhide.